# Cristoforo Sizzo de Noris
Cristoforo Sizzo de Noris (Trento, 19 agosto 1706 – Trento, 16 marzo 1776) è stato un vescovo cattolico austriaco.

## Biografia

### I natali, gli studi e l'inizio della carriera ecclesiastica

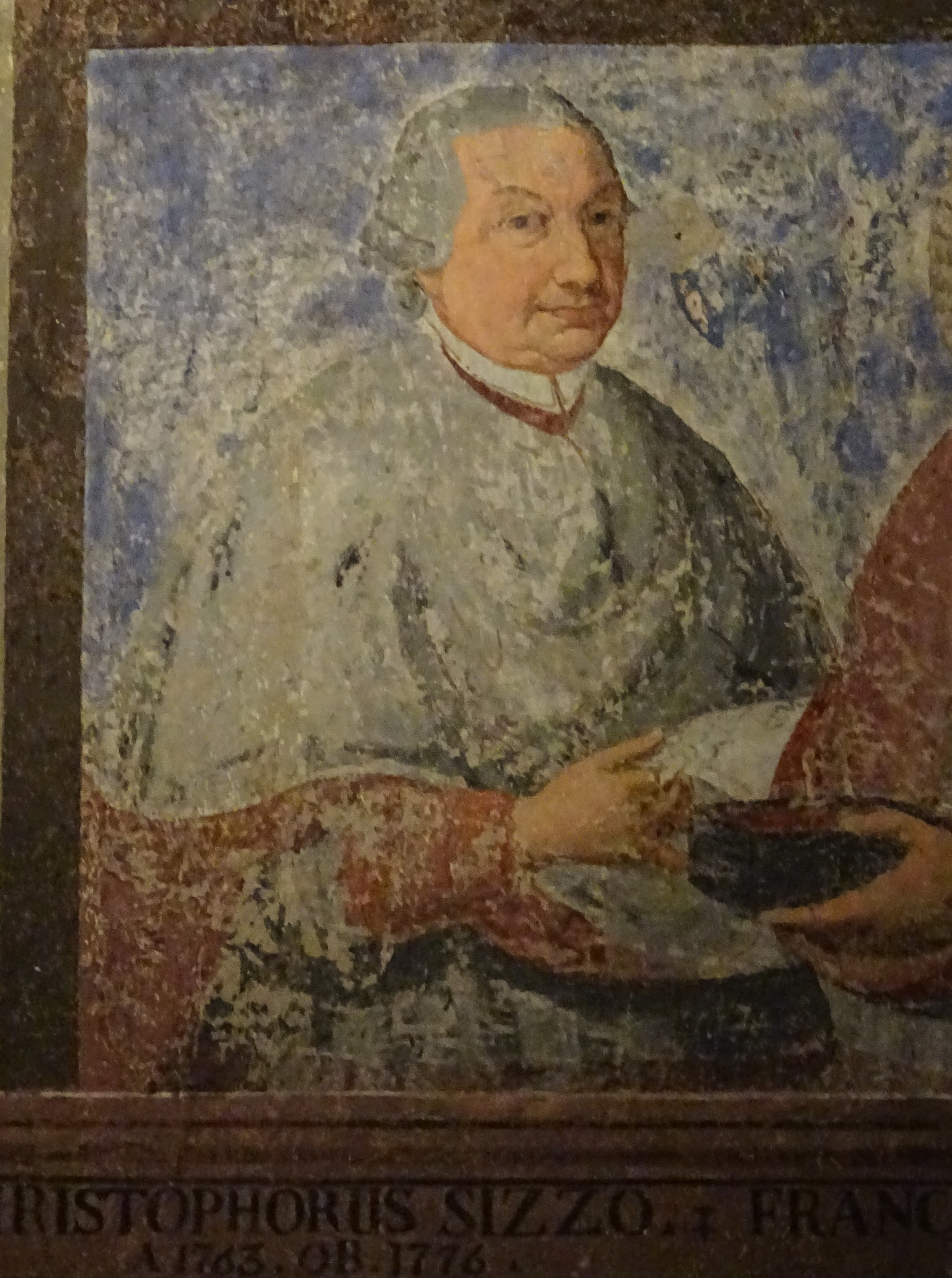
Cristoforo Sizzo de Noris in un affresco di Domenico Zeni al castello del Buonconsiglio

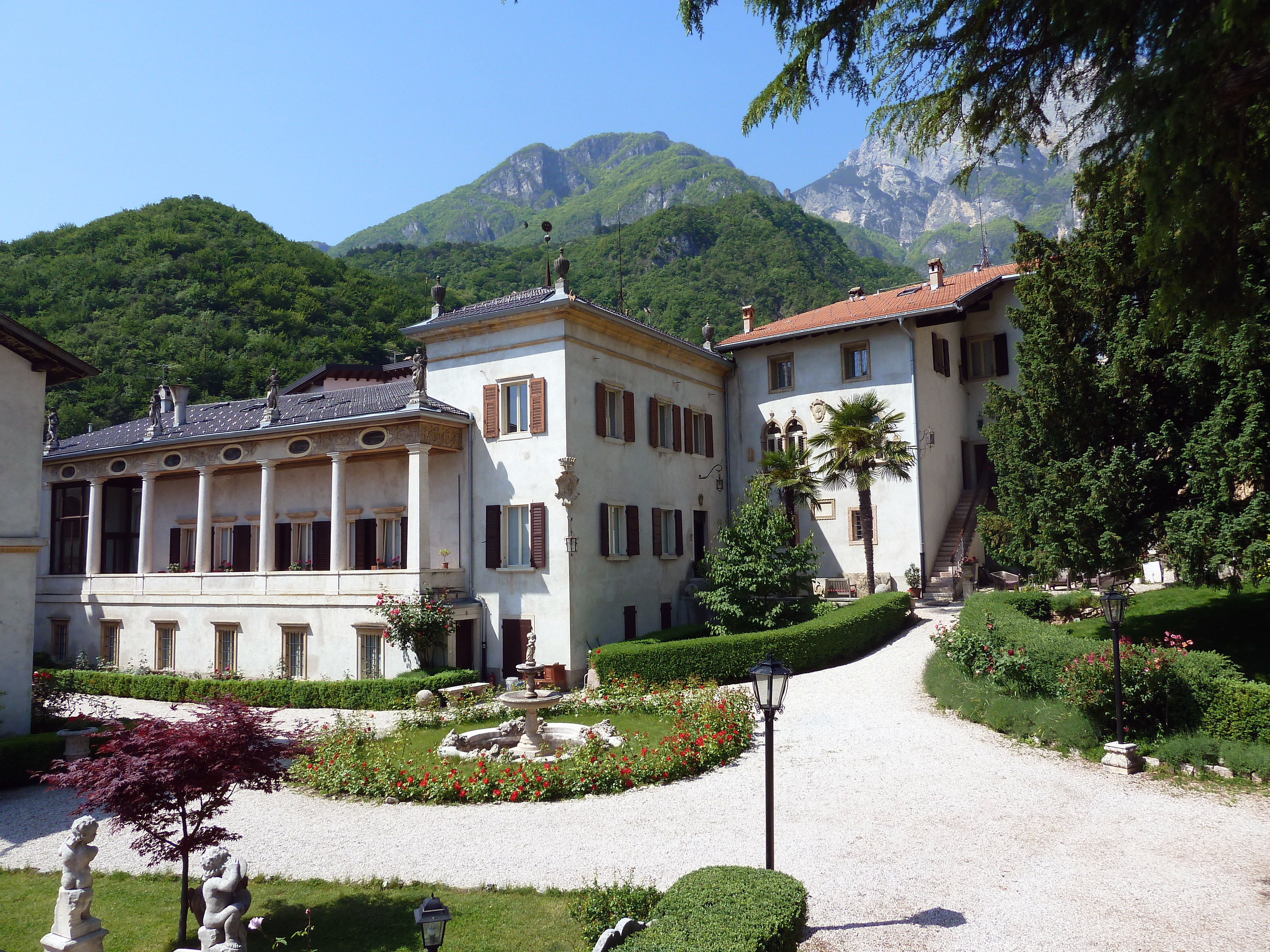
Villa Sizzo de Noris

Nato a Trento dai nobili Alberto Sizzo e Barbara Trentini, Cristoforo compie gli studi superiori presso l'allora fiorente ginnasio dei Gesuiti, per poi continuare a studiare a Dilinga, Salisburgo e Roma. Nel 1750 Cristoforo rientra a Trento, dove ottiene la nomina a canonico in seguito alla rinuncia di Pietro Saverio Trentini, suo zio materno. A Ravina, frazione a sud della città di Trento, è possibile visitare quella che fu la casa di famiglia, la Villa Sizzo de Noris.

### La nomina a vescovo
Il 12 luglio 1763 Sizzo de Noris accetta la nomina a vescovo proposta direttamente da papa Clemente XIII, dopo che nel marzo dello stesso anno il Capitolo della Cattedrale non aveva saputo giungere a una conclusione unanime; la decisione del papa sorprese i canonici, dal momento che Cristoforo, il quale prese ossesso della diocesi in dicembre, non aveva ricevuto alcun voto durante gli scrutini (coloro che di fatto si contendevano la nomina vescovile erano il decano conte Carlo Giuseppe Sebastiano Trapp e il conte Pietro Vigilio Thun), ma fu in ogni caso accolta positivamente. Nel giugno del 1764 Sizzo de Noris ricevette dall'imperatore Francesco I l'investitura temporale per mezzo di Giovanni Carlo de Herbenstein, conte, canonico e suo consigliere aulico.

### Durante l'episcopato
Nel corso del suo episcopato, Cristoforo cercò di contrastare la nuova politica accentratrice austriaca, voluta in particolare da Maria Teresa d'Austria che, volendo creare uno stato in grado di contrapporsi al potere esercitato dalla nascente potenza prussiana, intendeva ottenere un controllo maggiore, sui fronti burocratico, militare e finanziario, degli stati che sino ad allora avevano goduto di autonomia, come quello tirolese; per contrastare le manovre austriache, Cristoforo presentò alla dieta generale dell'impero una esposizione documentata con cui si intendeva comprovare la sovranità territoriale del principe di Trento, senza però riuscire nell'intento. Il 18 luglio 1773 Cristoforo sovrintese alla depositio delle reliquie dei santi martiri d' Anaunia Sisinnio, Martirio e Alessandro nel nuovo altare marmoreo intitolato all'Addolorata in Duomo, e poco dopo si occupò della risistemazione del Seminario diocesano nella sede del collegio già della Compagnia di Gesù, soppressa con breve di papa Clemente XIV, donando i beni e le rendite della Compagnia (considerati vacanti e pertanto devoluti al principe territoriale) al nuovo Seminario diocesano. Morto il 16 marzo 1776, a causa di un cancro allo stomaco, Cristoforo Sizzo de Noris fu sepolto nella Cattedrale di San Vigilio; a descrivere gli ultimi istanti della vita del vescovo tridentino fu Francesco Vigilio Barbacovi, suo affezionato cancelliere.

## Genealogia episcopale
La genealogia episcopale è:
- Cardinale Sigismund von Kollonitz
- Vescovo Bartolomeo Antonio Passi
- Vescovo Cristoforo Sizzo de Noris